# Zonia
Zonia – przysiółek wsi Sobolów w Polsce położona w województwie małopolskim, w powiecie bocheńskim, w gminie Łapanów.
Dawniej samodzielna miejscowość i gmina jednostkowa.
W latach 1975–1998 miejscowość należała administracyjnie do województwa tarnowskiego.